# الدوري الهولندي الممتاز 1914–15
الدوري الهولندي الممتاز 1914–15 (بالهولندية: Nederlands landskampioenschap voetbal 1914/15)‏ هو الموسم 27 من الدوري الهولندي الممتاز. أشرف على تنظيمه الاتحاد الملكي الهولندي لكرة القدم، وكان عدد الأندية المشاركة فيه 18، وفاز فيه سبارتا روتردام.